# Henrik IV., kralj Engleske
Henrik IV. (travanj 1367. – 20. ožujka 1413.), bio je engleski kralj od 1399. do 1413. godine. Nastavio je polagati pravo na Francusko kraljevstvo, preko svoga djeda kralja Eduarda III., unuka Filipa IV. Henrik je bio prvi engleski vladar još od normanskih osvajanja čiji je maternji jezik bio engleski, a ne francuski. Poznat kao Henry Bolingbroke prije nego što je preuzeo prijestolje, bio je sin Johna od Gaunta, vojvode od Lancastera, četvrtoga sina Edwarda III., i Blanche, kći Henryja, vojvode od Lancastera.
John od Gaunta uživao je značajan utjecaj tijekom većega dijela vladavine svoga prvog rođaka, kralja Rikarda II. Henrik je sudjelovao u pobuni lordova žalitelja protiv Rikarda 1388. Kasnije ga je kralj protjerao. Nakon što je John od Gaunt umro 1399., kralj nije dopustio Henriku da naslijedi Gauntovo vojvodstvo. Te je godine Henrik okupio skupinu pristaša, svrgnuo i zatvorio Rikarda II. i zauzeo prijestolje.
Kao kralj, Henrik se suočio s nizom pobuna. Owain Glyndŵr, samoproglašeni vladar Walesa, pobunio se protiv kralja. Henrik IV. pobijedio je Henryja Percyja, 1. grofa od Northumberlanda, u bitci kod Shrewsburyja 1403. Kralj je bio lošeg zdravlja u drugom dijelu svoje vladavine, a njegov najstariji sin, Henry od Monmoutha, preuzeo je vlast 1410. Henrik IV. umro je 1413. godine, a naslijedio ga je njegov sin.

## Obitelj
Henrikove starije sestre bile su Filipa, portugalska kraljica, i Elizabeth od Lancastera, vojvotkinja od Exetera. Njegova mlađa polusestra, kći druge supruge njegovog oca, Constance Kastiljske, bila je Katherine, kastiljska kraljica. Imao je i četvero polubraće rođene od Katherine Swynford, prvobitno guvernante njegove sestre, zatim dugogodišnje ljubavnice, a kasnije i treće supruge njegova oca. Ta nezakonita djeca dobila su prezime Beaufort po svomu rodnom mjestu u gradu Château de Beaufort u pokrajini Champagne u Francuskoj.
Henrikov odnos s maćehom, Katherine Swynford, bio je pozitivan, ali njegov odnos s Beaufortima bila je različit. Čini se da je u mladosti bio blizak svima, ali rivalstva s Henryjem i Thomasom Beaufortom pokazala su se problematičnim nakon 1406. Ralph Neville, 4. barun Neville, oženio je Henrikovu polusestru Joan Beaufort. Neville je ostao jedan od njegovih najjačih pristaša, isto kao i njegov najstariji polubrat John Beaufort, iako je Henrik ukinuo darovnicu Rikarda II. Thomas Swynford, sin iz Katherinina prvog braka, bio je još jedan odan pratitelj. Thomas je bio zapovjednik dvorca Pontefract, gdje je, kako se tvrdi, umro Rikard II.
Henrikova polusestra Joan bila je majka Cecily Neville. Cecily se udala za Richarda, 3. vojvodu od Yorka, i imala je nekoliko potomaka, uključujući Edwarda IV. i Rikarda III., što je Joan učinilo bakom dvojice jorkističkih kraljeva Engleske.

## Odnos s Rikardom II.
Henrik je imao znatno neusklađeniji odnos s kraljem Rikardom II., u odnosu na svoga oca. Prvi rođaci i suigrači iz djetinjstva, primljeni su zajedno u Red podvezice 1377. godine, ali Henrik je sudjelovao u pobuni lordova žalitelja protiv kralja 1387. Nakon što je povratio vlast, Rikard nije kaznio Henrika, iako je pogubio ili protjerao mnoge druge buntovne barune. U stvari, Rikard je promaknuo Henrika, od grofa od Derbyja do vojvode od Hereforda.
Henrik je proveo cijelu 1390. godinu podržavajući neuspješnu opsadu Vilniusa (prijestolnicu Velikog vojvodstva Litve) od strane Teutonskih vitezova sa 70 do 80 dvorskih vitezova. Tijekom ovog pohoda kupio je zarobljene litvanske žene i djecu i odveo ih natrag u Königsberg na obraćenje. Unatoč naporima Henrika i njegovih engleskih križara, dvogodišnji napadi na Vilnius pokazali su se besplodnim. Godine 1392. – 1393. Henrik je hodočastio u Jeruzalem, gdje je prinio darove u crkvi Svetoga groba i na Maslinskoj gori. Kasnije se zavjetovao da će voditi križarski rat za "oslobađanje Jeruzalema od nevjernika", ali umro je prije nego što se to moglo postići.
Odnos između Henrika i kralja zapao je u drugu krizu. Godine 1398. primjedbu Thomasa de Mowbraya, 1. vojvode od Norfolka, o vladavini Rikarda II., Henrik je protumačio kao izdaju i prijavio ga kralju. Dvojica vojvoda složili su se da će ići u dvoboj časti (sazvao ga je Rikard II.) u Gosford Greenu blizu dvorca Caludon, Mowbrayeve kuće u Coventryju. Ipak prije nego što se dvoboj mogao dogoditi, Rikard je odlučio protjerati Henrika iz kraljevstva (uz odobrenje Henrikova oca, Johna od Gaunta) kako bi izbjegao daljnje krvoproliće. Sam Mowbray bio je doživotno protjeran.
John od Gaunta umro je u veljači 1399. Bez objašnjenja, Rikard je poništio pravne dokumente koji bi omogućili Henriku da automatski naslijedi Gauntovu zemlju. Umjesto toga, od Henrika se tražilo da zamoli za zemlje od Rikarda. Nakon ponešto oklijevanja, Henrik se susreo s prognanim Thomasom Arundelom, bivšim nadbiskupom Canterburyja, koji je izgubio položaj zbog svoje povezanosti s lordovima žaliteljima. Henrik i Arundel vratili su se u Englesku dok je Rikard bio na vojnom pohodu u Irskoj. S Arundelom kao savjetnikom, Henrik je započeo vojni pohod, oduzevši zemlju onima koji su mu se suprotstavili i naredivši svojim vojnicima da unište veći dio Cheshirea. Henrik je u početku objavio da mu je namjera povratiti prava kao vojvoda od Lancastera, iako je brzo stekao dovoljno moći i podrške da se sam proglasio kraljem Henrikom IV., zatvorio kralja Rikarda (koji je umro u zatvoru pod tajanstvenim okolnostima) i zaobišao Rikardova sedmogodišnjeg prijestolonasljednika, Edmunda de Mortimera, 5. grofa od Marcha. Henrikova krunidba, 13. listopada 1399. u Westminsterskoj opatiji, bila je možda prva prigoda od Normanskog osvajanja kada je monarh održao govor na engleskom jeziku.
Henrik se često savjetovao s Parlamentom, ali se ponekad nije slagao sa zastupnicima, osobito oko crkvenih pitanja. Po Arundelovu savjetu, Henrik je od Parlamenta dobio zakon o proglašenju De heretico comburendo 1401. godine kojim je propisano spaljivanje heretika, što je bio zakon koji je donesen uglavnom radi suzbijanja lolardskoga pokreta. Godine 1410. Sabor je predložio zapljenu crkvenoga zemljišta. Henrik je odbio napasti Crkvu, a Dom pučana molio je da se taj zakon briše iz zapisnika.

## Vladavina

### Prethodni vladar
Henrikov prvi veliki problem kao monarha bio je što učiniti sa svrgnutim Rikardom. Nakon što je zavjera za atentat na početku vladavine bila spriječena u siječnju 1400., Rikard je umro u zatvoru, u dobi od 33 godine, vjerojatno od izgladnjivanja. Iako se Henrika često sumnjiči za ubojstvo svog prethodnika, nema značajnih dokaza koji bi dokazali tu tvrdnju. Neki su kroničari tvrdili da se Rikard sam izgladnio, što ne bi bilo nemoguće prema onomu što se zna o Rikardovom karakteru. Iako zapisi vijeća govore da su donesene odredbe za prijevoz tijela svrgnutoga kralja već 17. veljače, nema razloga vjerovati da on nije umro 14. veljače, kako donosi nekoliko kronika. Može se zasigurno reći da nije pretrpio nasilnu smrt, jer njegov kostur, nakon pregleda, nije imao znakova nasilja; je li doista gladovao ili je ta glad bila prisilna pitanje je živahnih povijesnih spekulacija.
Nakon smrti, Rikardovo je tijelo javno izloženo u staroj katedrali svetog Pavla, kako bi se dokazalo njegovim pobornicima da je doista mrtav, kao i da bi se dokazalo da nije pretrpio nasilnu smrt. To nije spriječilo da godinama nakon toga kruže glasine da je i dalje živ i čeka da preuzme svoje prijestolje. Henrik je diskretno pokopao Rikarda u dominikanskom prioratu u Kings Langleyju u Hertfordshireu, gdje je ostao sve dok kralj Henrik V. nije donio njegovo tijelo natrag u London i pokopao ga u grobu koju je Rikard naručio za sebe u Westminsterskoj opatiji.

### Pobune
Henrik je veći dio svoje vladavine proveo braneći se protiv zavjera, pobuna i pokušaja atentata. Pobune su se nastavile tijekom prvih 10 godina Henrikove vladavine, uključujući pobunu Owaina Glyndŵra, koji se 1400. proglasio princom od Walesa, i pobune koje je predvodio Henry Percy, 1. grof od Northumberlanda, nakon 1402. Prva Percyjeva pobuna završila je bitkom kod Shrewsburyja, 1403. U toj je bitci strijelom u lice ranjen Henrikov najstariji sin, Henry od Monmoutha (kasnije kralj Henrik V.). Zbrinuo ga je kraljevski liječnik John Bradmore. Unatoč tomu, bitka kod Shrewsburyja bila je pobjeda rojalista. Monmouthove vojne sposobnosti pridonijele su kraljevoj pobjedi.
U posljednjoj godini Henrikove vladavine, pobune su uhvatile zamaha. "Stara je bajka o živom Rikardu oživjela", napominje jedan zapis, "a poslanici iz Škotske obišli su sela u Engleskoj, u posljednjoj godini Henrikove vladavine, izjavivši da Rikard prebiva na škotskom dvoru, čekajući samo signal od svojih prijatelja, da se pojavi u Londonu i povrati prijestolje."
Pronađen je prikladan prevarant, a stari je Rikardov konjušar u gradu proširio vijest da je njegov gospodar živ u Škotskoj. "Southwark je bio potaknut na pobunu", a sir Elias Lyvet (Levett) i njegov suradnik Thomas Clark obećali su škotsku pomoć u provedbi ustanka. U konačnici se pobuna srušila. Lyvet je pušten, a Clark bačen u Toranj.

### Vanjski odnosi
Početkom svoje vladavine, Henrik je bio domaćin Manuela II. Paleologa, jedinog bizantskog cara koji je ikada posjetio Englesku, od prosinca 1400. do siječnja 1401. u palači Eltham, s viteškim igrama u njegovu čast. Henrik je također poslao novčanu potporu Manuelu nakon odlaska, kako bi mu pomogao protiv Osmanskog carstva.
Godine 1406. engleski su gusari zarobili budućeg Jakova I. Škotskoga, u dobi od jedanaest godina, uz obalu Flamborough Heada dok je plovio prema Francuskoj. Jakov je predan Henriku IV. i ostao je zarobljenik do kraja Henrikove vladavine.

### Konačna bolest i smrt
Kasnije godine Henrikove vladavine obilježene su ozbiljnim zdravstvenim problemima. Imao je izobličujuću kožnu bolest i, još ozbiljnije, pretrpio je akutne napade neke teške bolesti u lipnju 1405. godine, travnju 1406., lipnju 1408., tijekom zime 1408. – 1409.; u prosincu 1412., i napokon kobna borba u ožujku 1413. Henrik je 1410. osigurao svom kraljevskom kirurgu Thomasu Morstedeu rentu od 40 funti p.a., što je potvrdio Henrik V. odmah po nasljeđivanju prijestolja. To je bilo učinjeno da Morstedea "nitko drugi ne bi zadržao". Povjesničari medicine dugo raspravljaju o prirodi ove nevolje ili nevolja. Kožna bolest mogla je biti guba (što u XV. stoljeću nije nužno značilo potpuno istu stvar kao i u modernoj medicini), možda psorijaza ili neka druga bolest. Akutni napadi dobili su širok raspon objašnjenja, od epilepsije do nekog oblika kardiovaskularne bolesti. Neki srednjovjekovni pisci smatrali su da ga je pogodila guba kao kazna zbog njegova postupanja s Richardom le Scropeom, nadbiskupom Yorka, koji je pogubljen u lipnju 1405. po Henrikovom nalogu nakon neuspjelog puča.
Prema Holinshedu predviđalo se da će Henrik umrijeti u Jeruzalemu, a Shakespeareova predstava ponavlja to proročanstvo. Henrik je to shvatio kao da će umrijeti na križarskom pohodu. U stvarnosti, umro je u jeruzalemskom domu u opatovoj kući Westminsterske opatije, 20. ožujka 1413. za vrijeme zasjedanja Parlamenta. Njegov izvršitelj oporuke, Thomas Langley, bio je uz njega.

### Pokop
Unatoč primjeru većine njegovih bližih prethodnika, Henrik i njegova druga supruga Ivana Navarska, nisu sahranjeni u Westminsterskoj opatiji, nego u katedrali u Canterburyju, na sjevernoj strani kapele Presv. Trojstva, i neposredno uz svetište sv. Thomasa Becketta. Beckettov kult tada je i dalje rastao, o čemu svjedoče monaški izvještaji i u književnim djelima poput Canterburyjske priče, a Henrik mu se činio posebno odanim ili barem želio biti povezan s njim. O razlozi njegova pokopa u Canterburyju može se raspravljati, ali vrlo je vjerojatno da se Henrik namjerno povezao sa svetim mučenikom iz razloga političke svrsishodnosti, naime, legitimizacijom svoje dinastije nakon što je prijestolje preuzeo od Rikarda II. Značajno je da je prilikom krunidbe bio pomazan svetim uljem koje je Bl. Djevica Marija navodno dala Beckettu neposredno prije smrti 1170. godine; ovo je ulje bilo smješteno u poseban zlatni spremnik u obliku orla. Prema jednoj verziji priče, ulje je tada prešlo Henrikovu djedu po majci, Henryju od Grosmonta, 1. vojvodi od Lancastera.
Dokaz Henrikove namjerne povezanosti s Becketom djelomično leži u strukturi same grobnice. Na drvenoj ploči na zapadnom kraju njegove grobnice nalazi se slika Becketovog mučeništva, a drveni natkrov iznad grobnice oslikan je Henrikovim osobnim motom, "Soverayne", naizmjence okrunjenim zlatnim orlovima. Prisutnost takvih motiva orlova upućuje izravno na Henrikovo krunidbeno ulje i njegovu ideološku povezanost s Becketom. Nešto nakon Henrikove smrti sagrađena je impozantna grobnica za njega i njegovu kraljicu, koju je vjerojatno naručila i platila sama kraljica Ivana. Iznad sanduka na grobnici nalaze se detaljni alabastreni likovi Henrika i Joan, okrunjeni i obučeni u njihove svečane odore. Henrikovo je tijelo očigledno dobro balzamirano, kao što je utvrđeno prigodom ekshumacije 1832. godine, što je omogućilo povjesničarima da s razumnom sigurnošću potvrde da likovi predstavljaju precizan portret.

## Naslovi i grb

### Naslovi
- oslovljavan kao grof od Derbyja (1377. – 1397.)[35]
- grof od Northamptona i  grof od Hereforda (22. prosinca 1384. – 30. rujna 1399.)[36]
- vojvoda od Hereforda (29. rujna 1397. – 30. rujna 1399.)[36]
- vojvoda od Lancastera (3. veljače – 30. rujna 1399.)[36]
- engleski kralj (30. rujna 1399. – 20. ožujka 1413.)

### Grbovi
Do očeve smrti 1399., Henrik je nosio kraljevski grb s razlikom grede s pet hermelinskih krakova. Nakon očeve smrti, razlika se promijenila u gredu s pet krakova, razijeljnih na hermelin i francuski grb. Nakon stupanja na prijestolje, Henrik je ažurirao grb kraljevstva kako bi se poklapao s promjenom u Francuskoj - od polja ispunjenog ljiljanima na tri ljiljana.
- Grb Henrika kao vojvode od Hereforda
- Grb Henrika kao vojvode od Hereforda i  Lancastera
- Henrikov kraljevski grb sa starim francuskim grbom
- Kraljevski grb

## Ženidbe i potomstvo

### Prva ženidba: Mary de Bohun
Datum i mjesto Henrikova prvog braka Mary de Bohun (umrla 1394.) nisu sigurni, no njezina dopusnica za brak, koju je u lipnju 1380. kupio Henrikov otac John od Gaunta, čuva se u Nacionalnom arhivu. Prihvaćeni datum ceremonije je 5. veljače 1381. godine u Maryjinoj obiteljskoj kući u Rochford Hallu, u Essexu. Imali su šestero djece:
- Henrik V. (1386. – 1422.)
- Thomas, vojvoda od Clarencea (1387. – 1421.)
- John, vojvoda od Bedforda (1389. – 1435.)
- Humphrey, vojvoda od Gloucestera (1390. – 1447.)
- Blanche (1392. – 1409.)
- Philippa (1394. – 1430.)

### Druga ženidba: Ivana Navarska
Mary de Bohun umrla je 1394. godine, a Henrik se 7. veljače 1403. oženio Ivanom, kćeri Karla II. od Navarre, u Winchesteru. Bila je udovica Ivana IV., vojvode od Bretanje s kojim je imala četiri kćeri i četiri sina; međutim, njezin je brak s engleskim kraljem bio bez djece.

### Ljubavnica
S nepoznatom ljubavnicom, Henrik IV. imao je jedno nezakonito dijete:
- Edmund Le Boorde (1401 – nedugo prije 19. prosinca 1419.)[39][40]

## Vanjske poveznice
- Henrik IV. na službenoj stranici britanske monarhije
- Henrik IV. na stranici BBC History

| Henrik IV., kralj Engleske Dinastija LancasterBočna linija Dinastije PlantagenetRođ. 15. travnja 1367. Umr. 20. ožujka 1413. |                                  |                                 |
| Vladarske titule |                                  |                                 |
| prethodnik Rikard II. | Engleski kralj 1399.–1413.       | nasljednik Henrik V.            |
| prethodnik Rikard II. | akvitanski vojvoda 1399.–1400.   | nasljednik Henrik V.            |
| Englesko plemstvo |                                  |                                 |
| prethodnik John od Gaunta | Vojvoda od Lancastera 1399.      | nasljednik Henry od Monmoutha   |
| UpražnjenoPosljednji nositelj tituleHumphrey de Bohun                                                                        | grof od Northamptona 1384.–1399. | nasljednik Anne od Gloucestera  |
| Političke dužnosti |                                  |                                 |
| prethodnik Vojvoda od Lancastera                                                                                             | Lord visoki stjuard 1399.        | nasljednik Vojvoda od Clarencea |